# L'uomo (film)
L'uomo (Ningen) è un film del 1962 diretto da Kaneto Shindō.